# Константин Величков (булевард в Пловдив)
Константин Величков е единственият булевард, който минава през кв. „Съдийски“ в град Пловдив. До 1998 г. и започнатото изграждане на надлез „Родопи“ и оживения днес бул. "Найчо Цанов" е основна пътна артерия на града. Започва от бул. „Христо Ботев“ на север и днес завършва при улица „Стадион“ на юг-югоизток. Булевардът е прекъснат поради повдигнатия бул. „Санкт Петербург“ към надлез „Родопи“, а след това продължава като тясна 6-метрова улица, която играе ролята на локално платно на бул. „Найчо Цанов“ и очертава западната граница на кв. „Съдийски“.